# 南靖州
南靖州，是明代交阯承宣布政使司乂安府下轄的一個州。治所約在今越南河靜省石河縣、奇英縣、錦川縣境內。

## 沿革
- 秦屬象郡、漢屬九真郡、孫分屬九德郡，隋屬日南郡、唐為驩州地[3]。
- 永樂五年（1407年）六月癸未置，屬乂安府，以日南州改，領河黃縣、磐石縣、河華縣、奇羅縣四縣[4][5][6][7][8][9]。
- 永樂十三年八月丁亥，並南靖州之河黃縣入本州[10]，領縣三：盤石縣、河華縣、奇羅縣。
- 永樂十七年九月丙辰，並南靖州之盤石縣入本州、奇羅縣入河華縣[11][12]。領縣一：河華縣。

## 職官
- 知州：鄭維桓，浙江慈谿人，永樂十三年乙未科進士[13]。
- 知州：李斌，廣東合浦人，永樂舉人[14]。
- 訓導：伍禮，廣東合浦人，永樂舉人[14]。